# Bolsa de Valores de Tóquio

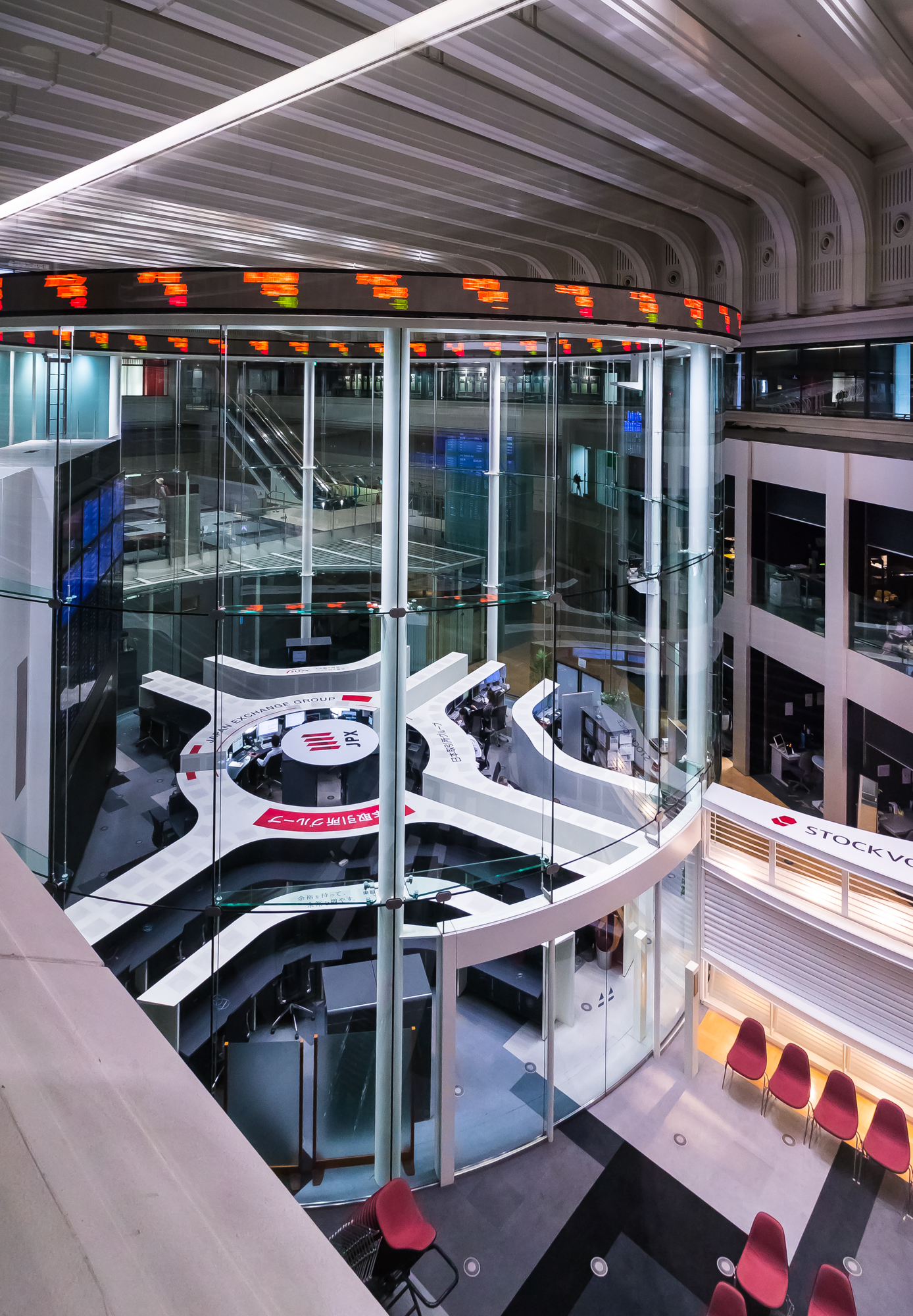
Interior da Bolsa de Valores.

A Bolsa de Valores de Tóquio (em Japonês: 東京証券取引所; em Rōmaji: Tōkyō Shōken Torihikijo), também chamada de Tōshō (東証) ou TSE, é uma bolsa de valores localizada em Tóquio, Japão. É a terceira maior bolsa de valores do mundo em capitalização de mercado agregada de suas companhias listadas. Ela possui 2 292 empresas listadas com um total de capitalização de US$ 4,5 trilhões em novembro de 2013.
Em julho de 2012, uma fusão planejada com a Bolsa de Valores de Osaka foi aprovada pela Japan Fair Trade Commission. A entidade resultante, a Japan Exchange Group (JPX) (日本取引所グループ Nihon Torihikijo Gurūpu), foi inaugurada em 1º de janeiro de 2013.

## Estrutura
A TSE é uma kabushiki gaisha com nove diretores, quatro auditores e oito oficiais executivos. Sua sede localiza-se em 2-1 Nihonbashi-kabutocho (ja:日本橋兜町), Chuo, Tóquio, ou "Kabutocho", que é o maior distrito financeiro do Japão. Seu horário de operação é das 8:00 às 11:30 e das 12:30 às 5:00. Desde 24 de abril de 2006, a sessão de negócios da tarde passou a iniciar em seu horário de 12:30.
As ações listadas na TSE são separadas em Primeira Seção para companhias grandes, Segunda Seção para companhias de médio porte e Seção Mothers'1 (Mercado das ações de alto crescimento e emergentes) (ja:マザーズ) para empresas startup de alto crescimento. Em 31 de outubro de 2010, havia 1 675 companhias na Primeira Seção, 437 na Segunda Seção e 182 na Seção Mothers.
Os principais índices que rastreiam o volume da TSE são o índice Nikkei 225 de companhias selcionadas pelo Nihon Keizai Shimbun (o maior jornal de negócios do Japão), o índice TOPIX, baseado nos preços das ações das companhias da Primeira Seção, e o índice J30 de grandes companhias industriais mantido pelos maiores jornais do Japão.
94 corretoras nacionais e 10 estrangeiras participam da negociação na TSE.
Outras instituições relacionadas à TSE incluem:
- O clube de imprensa da bolsa, chamado de Kabuto Club (ja:兜倶楽部, Kabuto kurabu), que encontra-se no terceiro andar do edifício da TSE. A maioria dos membros do Kabuto Club são provenientes do Nihon Keizai Shimbun, Kyodo News, Jiji Press ou canais de televisão de negócios, tais como Bloomberg LP e CNBC. O Kabuto Club é geralmente mais movimentado durante abril e maio, quando as empresas públicas divulgam suas contas anuais.

Em 15 de junho de 2007, a TSE pagou $ 303 milhões para adquirir uma participação de 4,99% da Singapore Exchange Ltd.

## História

### História pré-guerra
A Bolsa de Valores de Tóquio foi fundada em 15 de maio de 1878, como o Tokyo Kabushiki Torihikijo (東京株式取引所) sob a direção do então Ministro das Finanças Okuma Shigenobu e o advogado capitalista Shibusawa Eiichi. As negociações começaram em 1º de junho de 1878.
Em 1943, a bolsa foi combinada com outras dez bolsas de valores em grandes cidades japonesas para formar uma única Bolsa de Valores Japonesa (ja:日本証券取引所, Nippon Shōken Torihikisho). A nova bolsa foi fechada e reorganizada logo após o bombardeio de Nagasaki.

### História pós-guerra
A Bolsa de Valores de Tòquio reabriu com o seu nome atual em 16 de maior de 1949, em conformidade com a nova Lei de Valores Mobiliários.
O desenvolvimento da TSE de 1983 a 1990 não teve precedentes; em 1990 ela contribuía com mais de 60% da capitalização do mercado de ações (de longe a maior do mundo) antes de cair absurdamente em valor e nos rankings de hoje, mas ainda permanece como uma das três maiores bolsas do mundo em capitalização de ações listadas.
O atual prédio da TSE abriu em 23 de maio de 1988, substituindo o prédio original da TSE de 1931, sendo que o andar de negociação da TSE foi fechado em 30 de abril de 1999, para que a negociação pudesse mudar para meios eletrônicos. Uma nova instalação, chamada TSE Arrows (ja:東証アローズ, Tōshō Arrows), abriu em 9 de maio de 2000. Em 2010, a TSE inaugurou as instalações da Arrowhead.
Em 2001, a TSE reestruturou-se como uma kabushiki kaisha: antes dessa época, ela se reestruturou como uma incorporated association (ja:社団法人, shadan hōjin) com seus membros como acionistas.

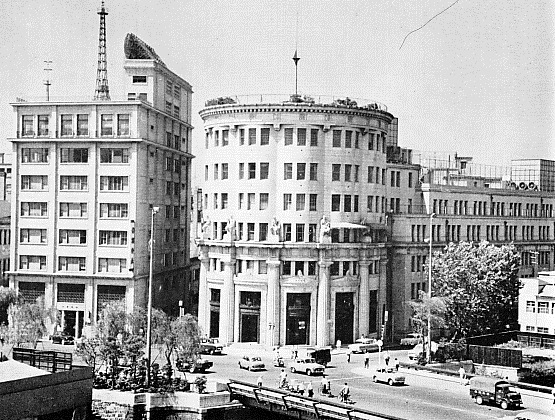
Antigo prédio da Bolsa de Valores de Tóquio, por volta de 1960
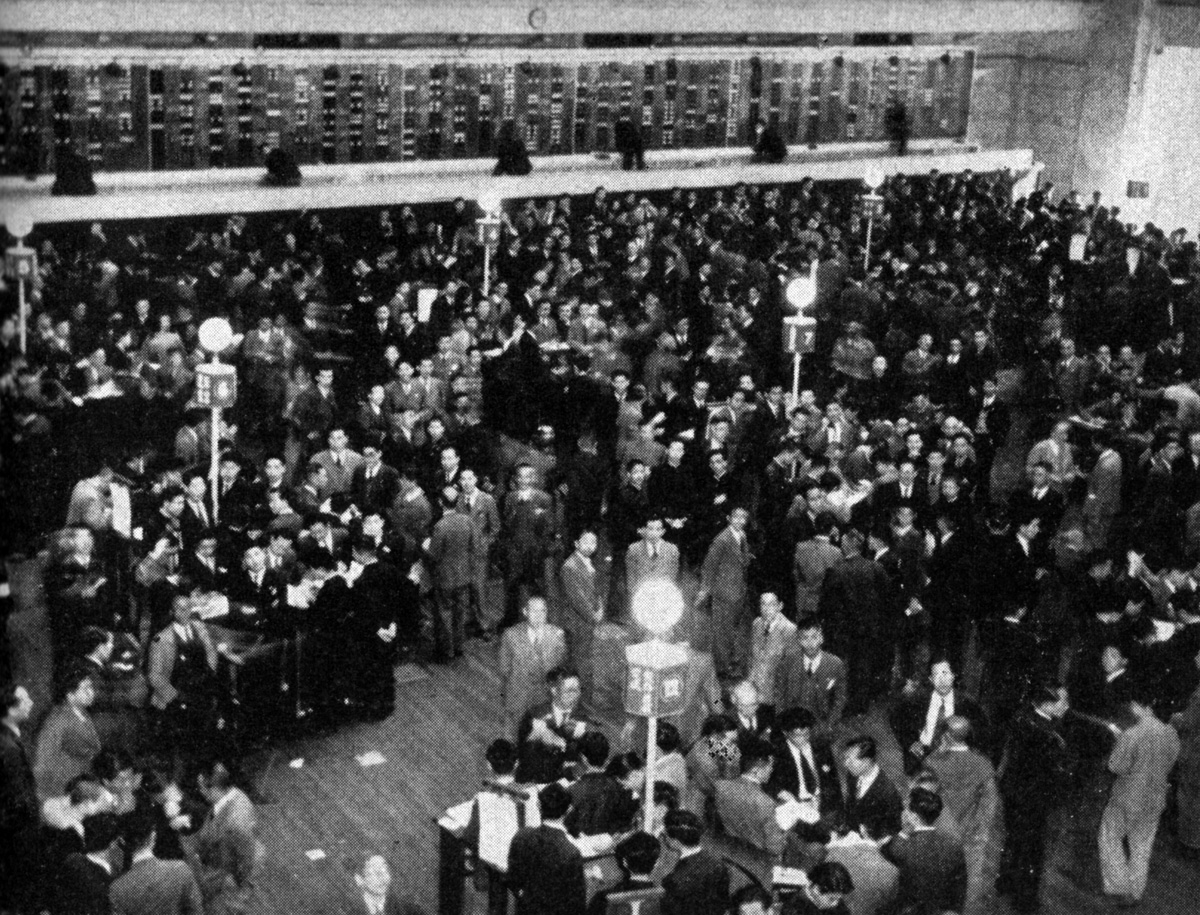
Bolsa de Valores de Tóquio em 1950

### Problemas de tecnologia
A bolsa com trading foi capaz de operar somente 90 minutos em 1º de novembro de 2005, devido a bugs com um sistema de transações recém-instalado, desenvolvido pela Fujitsu, que foi feito para ajudar a lidar com os maiores volumes de negociação. A interrupção foi a pior na história da bolsa. A negociação foi suspensa por quatro horas e meia.
Durante a oferta pública inicial da gigante da publicidade Dentsu, em dezembro de 2001, um operador da UBS, o banco de investimento da Suiça, enviou uma ordem para vender 610 000 ações da companhia a 1 iene cada, enquanto ele pretendia vender 1 ação a 610 000 ienes. O banco teve um prejuízo de 71 milhões de ienes.
Durante outra oferta pública inicial, da J-Com, em 8 de dezembro de 2005, um empregado da Mizuho Securities por engano digitou uma ordem para vender 600 000 ações a 1 iene, ao invés de uma ordem de 600 000 ienes. A Mizuho falhou em identificar o erro. A Bolsa de Valores de Tóquio inicialmente bloqueou as tentativas de cancelar a ordem, resultado em um prejuízo líquido de US$ 347 milhões, que foi repartido entre a bolsa e a Mizuho. Ambas as companhias estão agora tentando lidar com seus problemas: falta de checagem de erros, falta de garantias, falta de confiabilidade, falta de transparência, falta de testes, perda de confiança e perda de rentabilidade. Em 11 de dezembro, a bolsa reconheceu que seu sistema falhou na operação da Mizuho. Em 21 de dezembro, Takuo Tsurushima, executivo-chefe da bolsa, e outros dois executivos se demitiram devido ao caso Mizuho.
Em 17 de janeiro de 2006, o Nikkei 225 caiu 2,8%, sua queda mais rápida em nove meses, pois os investidores venderam suas ações na sequência de um ataque do Ministério Público à empresa de internet Livedoor. A Bolsa de Valores de Tóquio encerrou suas atividades mais cedo em 18 de janeiro devido à ameaça de o volume de negociação exceder a capacidade do sistema eletrônico da bolsa de 4,5 milhões de negócios por dia. Este caso foi chamado de "choque Livedoor". A bolsa rapidamente aumentou sua capacidade de ordens para cinco milhões de negócios por dia.

## Horário
As sessões normais de negociação da bolsa são das 9:00 às 11:30 da manhã e de 12:30 às 3:00 da tarde em todos os dias da semana, exceto sábados, domingos e feriados comunicados pela bolsa com antecedência. A bolsa é fechada nos seguintes feriados: Ano Novo,  Dia da Fundação Nacional do Japão, Dia do Equinócio da Primavera, Dia de Showa, Dia Memorial da Constituição, Dia do Verde, Dia das Crianças, Dia do Mar, Dia do Respeito aos Idosos, Equinócio de Outono, Dia da Saúde e Esportes, Dia da Cultura, Dia do Trabalho de Ações de Graças, e o Aniversário do Imperador.

## Alianças
A London Stock Exchange (LSE) e Bolsa de Tóquio estão desenvolvendo em conjunto produtos de negociação e compartilham tecnologia, marcando o último acordo entre interfronteiras entre bolsas, visto que a competição internacional está aumentando. A Bolsa de Tóquio também está em busca de alguns parceiros na Ásia, e mais especificamente está buscando uma aliança com a Singapore Exchange (SGX), que está se tornando um centro financeiro líder na região asiática do Pacífico. Recentemente, alguns boatos sobre o acordo sugerem que a bolsa está preparando uma operação de takover da SGX, ou ao menos está tentando tomar uma grande fatia de suas ações, no primeiro semestre de 2008. A bolsa já adquiriu uma fatia de 5% da SGX em junho de 2007, considerada apenas o início de uma participação maior.
Em julho de 2008, a London Stock Exchange (LSE) e a Bolsa de Tóquio anunciaram uma parceria baseada no mercado de Tóquio e que terá como base a Alternative Investment Market (AIM) da LSE.